# تب حلزون
تب حلزون (به انگلیسی: Snail Fever) یا شیستوزمیازیس (به انگلیسی: Schistosomiasis) (همچنین موسوم به بیلارزیا (به انگلیسی: Bilharzia)، و تب کاتایاما (به انگلیسی: Katayama fever)) یک بیماری است که از نوعی کرم انگلی به نام کپلک خون (با نام علمی شیستوزوما) ایجاد می‌شود. این بیماری می‌تواند باعث عفونت دستگاه ادراری یا دستگاه گوارش شود. علایم بیماری شامل درد شکمی، اسهال، مدفوع خونی یا خون در ادرار است. افرادی که برای مدت طولانی به این بیماری آلوده باشند به نارسایی‌های کبدی، نارسایی کلیه، ناباروری یا سرطان مثانه دچار می‌شوند. این بیماری در ایران ریشه کن شده ولی نارسایی کلیه ناشی از هماتوبیوم سالانه منجر به مرگ ۱۵۰هزار نفر و افزایش فشار ورید پورت ناشی از مانسونی سالانه موجب مرگ و میر ۱۳۰ هزار نفر می‌شود. بیماری در کودکان می‌تواند باعث اختلال در رشد و یادگیری آن‌ها شود.

## نشانه‌های بیماری
بسیاری از گرفتارشدگان به این بیماری نشانه مشخصی را نمی‌بینند. در هماتوبیوم که قبلاً در اهواز بود انسان تنها میزبان نهایی انگل است ولی در انواع دیگر علاوه بر انسان، جوندگان و پستانداران هم میزبان نهایی می‌شوند. اگر نشانه‌هایی آشکار شود معمولاً ۴–۶ هفته پس از آلودگی به بیماری است. نخستین نشانه‌های بیماری می‌تواند احساس کسالت و خستگی عمومی باشد. پس از ۱۲ ساعت از آلودگی فرد آلوده احساس خارش یا سوزش می‌کند که از خراش‌هایی منجر می‌شود که نقطه ورود انگل به بدن است. نشانه‌های دیگری پس از ۲–۱۰ هفته از ورود انگل آشکار می‌شود که تب، بدن‌درد، سرفه، اسهال، بدن‌لرزه، و بزرگ شدن غدد را در بر می‌گیرد. این نشانه‌های می‌تواند به تب حلزونی مختص ماکیان نیز مربوط باشد که فراتر از نشانه‌های گفته‌شده، نشانهٔ دیگری را در انسان‌ها آشکار نمی‌کند.
نشانه‌های دیگر بیماری می‌تواند در مرور زمان که انگل حلزون و تخم‌هایشان در بدن پخش می‌شوند می‌تواند به اشکال مختلفی در بدن آشکار شود. اگر تخم‌های انگل به مغز یا طناب نخاعی منتقل شوند فرد ممکن است حمله صرع، فلج شدن یا التهاب طناب نخاعی را تجربه کند.

## عوامل
در شیستوزمیازیس ما برخلاف سایر ترماتودها دو جنس نر و ماده داریم که گونه نر قایقی است و دارای یک کانال جنسی به نام ژنیکوفور است که کرم ماده در آن مستقر می‌شود. تخم هماتوبیوم از طریق ادرار و گونه‌های دیگر از مدفوع به محیط دفع می‌شوند.
این بیماری در اثر تماس با آب آلوده به انگل منتشر می‌شود. انگل‌ها نیز از بدن حلزون‌های آلودهٔ موجود در آب‌های شیرین رها می‌شوند. این بیماری به ویژه در بین کودکان کشورهای در حال توسعه شیوع دارد چون احتمال بازی کردن آن‌ها در آب‌های آلوده بیشتر است. سایر گروه‌های پر خطر عبارتند از کشاورزان، ماهیگیران و افرادی که برای انجام کارهای روزمره خود از آب آلوده استفاده می‌کنند. این بیماری به گروه کرم روده تعلق داشته و تشخیص آن از طریق مشاهده تخم‌های انگل در ادرار یا مدفوع بیمار صورت می‌گیرد. از دیگر راه‌های تشخیص، مشاهده پادتن‌های بیماری در خون فرد آلوده‌است.

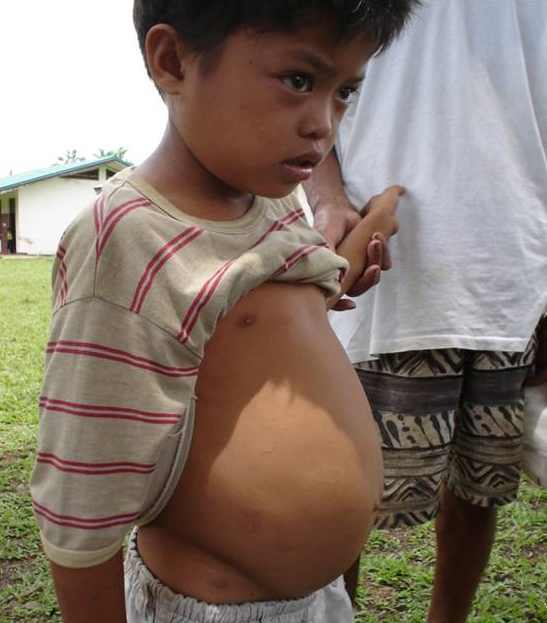
پسر یازده ساله با آب‌آوردگی شکم و پرفشاری ورید باب که تب حلزون عامل آن است

## جلوگیری و درمان
روش‌های پیشگیری از بیماری دسترسی به آب پاکیزه و از بین بردن حلزون‌ها است. در مناطقی که این بیماری در آن‌ها همه‌گیر شده باشد، تمامی گروه‌ها باید سالیانه به‌طور همزمان با پرازیکوانتل تجویزی مورد درمان قرار بگیرند. هدف از این اقدام کاهش تعداد افراد آلوده و در نتیجه کاهش میزان شیوع بیماری است. افزون بر این، تجویز پرازیکوانتل از درمان‌های توصیه شده از سوی سازمان بهداشت جهانی برای افرادی است که این بیماری در بین‌شان همه‌گیر شده‌است.

## همه‌گیری
تب حلزون تقریباً ۲۱۰ میلیون نفر را در سراسر جهان آلوده می‌کند و جمعیت تخمینی بین ۱۲٬۰۰۰ تا ۲۰۰٬۰۰۰ نفر در سال در اثر دچار شدن به این بیماری جان خود را از دست می‌دهند. این بیماری معمولاً در آفریقا و همچنین در آسیا و آمریکای جنوبی شایع است. حدود ۷۰۰ میلیون نفر از جمعیت جهان در بیش از ۷۰ کشور در مناطقی زندگی می‌کنند که این بیماری در آنجا شیوع دارد. شیستوزمیازیس به عنوان یک بیماری انگلی که بیشترین تلفات اقتصادی را به همراه دارد، بعد از مالاریا در رتبه دوم قرار می‌گیرد. از دوران باستان تا اوایل قرن بیستم، علامت خون‌ادراری در شیستوزمیازیس در مصر نشان بلوغ در مردان محسوب می‌شد و به آن به عنوان مناسک گذار پسرها نگاه می‌کردند. این بیماری در رده یک بیماری گرمسیری فراموش شده طبقه‌بندی شده‌است.